# Pierre-Antoine Bernheim
Pour les articles homonymes, voir Bernheim.
Pierre-Antoine Bernheim, né à Neuilly-sur-Seine le 2 juin 1952 et mort à Paris 16e le 19 juillet 2011, est un historien des religions, exégète, économiste, éditeur, mécène et polygraphe français, en particulier spécialiste du judaïsme et du christianisme ancien ainsi que des études néotestamentaires.
Auteur éclectique, s'étant intéressé tant aux origines de l'écriture qu'aux paradis, on lui doit notamment une étude sur Jacques, frère de Jésus qui a fait date. Il a publié plusieurs ouvrages en collaboration avec Guy Stavridès.

## Biographie

### Famille
Petit-fils de l'ingénieur et avocat Léonce Bernheim (1886-1944), mort à Auschwitz, Pierre-Antoine Bernheim est le fils du banquier Antoine Bernheim (1924-2012) et le frère de la princesse Martine Orsini-Bernheim.
Il a une fille prénommée Cynthia.

### Carrière
Banquier associé à la banque Lazard, dont il assure – sans entrain – la vice-présidence du siège londonien, il publie une série d'essais littéraires éclectiques avant de renoncer à ses fonctions dans la finance pour se consacrer entièrement à ses recherches.
Bernheim est membre de la Society of Biblical Literature, association américaine ouverte au public, qui réunit 8 500 membres originaires de 80 pays. Il travaille plusieurs années sur l'exégèse historique et critique du Nouveau Testament avant de livrer un portrait de Jacques, frère de Jésus de Nazareth, devenu une référence dans le domaine de la critique néotestamentaire. Il participe, à ce titre, à la série documentaire sur l' « Origine du christianisme » diffusée sur Arte en 2003.
Créateur de la maison d'édition Noêsis, il publie notamment les travaux d'Étienne Trocmé sur L’Enfance du christianisme, de Maurice-Ruben Hayoun pour Le Zohar, aux origines de la mystique juive ou encore de Francis Kaplan, pour Les Trois Communismes de Marx.
Résidant habituellement à Londres, il soutient des initiatives dédiées à la mémoire du cinéma ou à la musique contemporaine.
Alors qu'il se consacre à l'étude du corpus paulinien et travaille à une biographie de Paul de Tarse, il meurt brusquement à Paris le 19 juillet 2011 et est inhumé au cimetière de Passy.

### Postérité
La fondation « Les amis de Pierre-Antoine Bernheim » se consacre depuis 2011 à sa mémoire et crée un prix pour récompenser des travaux d'histoire des religions, remis par l'Académie des inscriptions et belles-lettres.

#### Lauréats du Grand prix d'histoire des religions
- 2013 : Israel Jacob Yuval, Deux peuples en ton sein. Juifs et Chrétiens au Moyen Âge, Paris, Albin Michel, 2013[9]
- 2014 : Thomas Römer, L'Invention de Dieu, Paris, Seuil, 2014[10]
- 2015 : Sébastien Billioud et Joël Thoraval, Le Sage et le peuple. Le renouveau confucéen en Chine, Paris, CNRS Éditions, 2014[11]
- 2016 : Christiane Klapisch-Zuber, Le Voleur de Paradis : Le Bon Larron dans l'art et la société (XIVe – XVIe siècles), Paris, Alma, 2015 (ISBN 978-2-36279-160-4)[12]
- 2017 : Matthieu Arnold, Luther, Paris, Fayard, 2017[13]
- 2018 : Guillaume Cuchet, Comment notre monde a cessé d'être chrétien : Anatomie d'un effondrement, Paris, Seuil, 2018 (ISBN 978-2-02-138701-8)[14]
- 2019 : Mohammad Ali Amir-Moezzi, La Preuve de Dieu : La mystique shi'ite à travers l'œuvre de Kulaynî, IXe – Xe siècle, Paris, Cerf, 2018 (ISBN 978-2-204-12879-7)[15]
- 2020 : Martin Nogueira Ramos, La Foi des ancêtres : Chrétiens cachés et catholiques dans la société villageoise japonaise (XVIIe – XIXe siècles), Paris, CNRS éditions, 2019 (ISBN 978-2-271-11683-3)[16]
- 2021 : Étienne Fouilloux, Yves Congar 1904-1995 : Une vie, Paris, Salvador, 2020 (ISBN 978-2-7067-2013-0)[17]
- 2022 : Olivier Grenouilleau, Christianisme et esclavage, Paris, Gallimard, 2021 (ISBN 978-2-07-286850-4)[18]
- 2023 : Raphaëlle Ziadé, L'Art des chrétiens d'Orient : De l'Euphrate au Nil, Paris, Citadelles et Mazenod, 2022 (ISBN 978-2-8508-8884-7)[19]
- 2024 : Serge Gruzinski, Quand les Indiens parlaient latin. Colonisation alphabétique et métissage dans l’Amérique du XVIe siècle, Paris, Fayard.
- 2025 : Erwan Dianteill, L'Oracle et le Temple. De la géomancie médiévale à l'Église d'Ifa (Nigeria, Bénin), Genève, Labor et Fides, 2024[20].

### Essais
- La vie des chiens célèbres, éd. Noêsis, 1997  (ISBN 2-911606-16-7) (BNF 36983868)
- Jacques, frère de Jésus, éd. Noêsis, 1996  (ISBN 978-2911606052)

### Collaborations
- Pierre-Antoine Bernheim et Guy Stavridès, Histoire des paradis, éd. Perrin, 2011  (ISBN 978-2262036201)
- Pierre-Antoine Bernheim et Guy Stavridès, Le Passé révélé. Les découvertes archéologiques récentes qui bouleversent notre vision du passé, éd. Agnès Viénot, 2006[21]  (ISBN 978-2914645874)
- Lisa Telfizian, Frédéric Fabre et Pierre-Antoine Bernheim, Guide jubilé de l'an 2000, éd. Agnès Viénot, 1999
- Pierre-Antoine Bernheim et Guy Stavridès, Cannibales !, éd. Plon, 1992  (ISBN 9782259024150)
- Pierre-Antoine Bernheim et Guy Stavridès, Paradis, Paradis, éd. Plon, 1991  (ISBN 978-2259024167)

### Contributions
- [articles] in Dictionnaire universel du Pain, s/d de Jean-Philippe de Tonnac, Bouquins, Robert Laffont, Paris, 2010
- [nouvelle] in Chien, s/d de Philippe Di Folco & Hervé Le Tellier, Éditions Textuel, Paris, 2010

## Filmographie
- Que savaient-ils ? Qu'ont-ils fait ?, documentaire réalisé par Virginie Linhart, sur une idée originale de Pierre-Antoine Bernheim, Cinétévé, France, 2011
- L'Apocalypse, documentaire de Gérard Mordillat et Jérôme Prieur, avec le témoignage de P.-A. Bernheim, Arte Vidéo, France, 2008
- L'Origine du christianisme, documentaire de Gérard Mordillat et Jérôme Prieur, avec le témoignage de P.-A. Bernheim, Arte Vidéo, France, 2003